# 点石斎画報

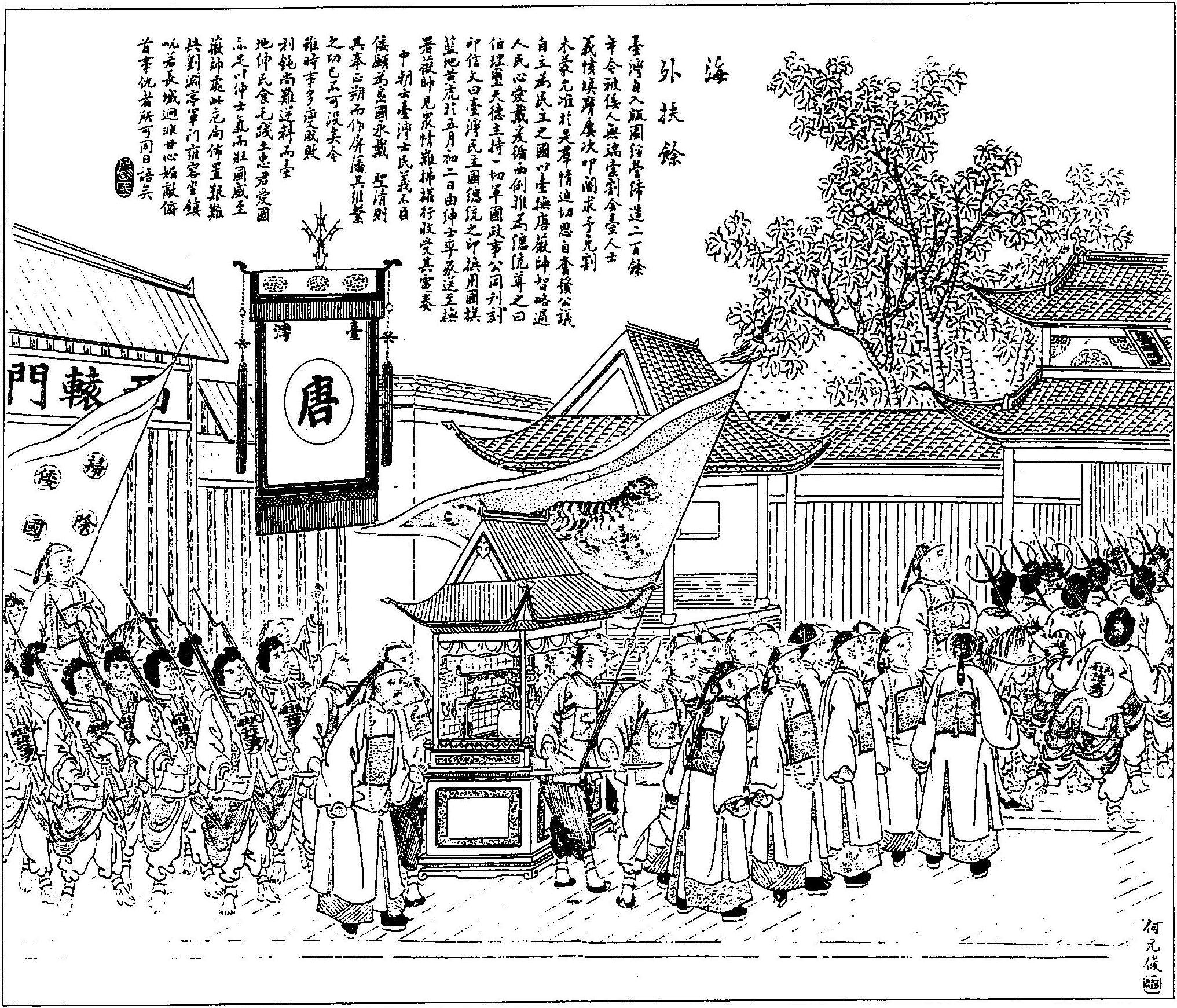
1895年の台湾民主国の記事

『点石斎画報』（てんせきさいがほう）は、中国清代末期の上海で刊行された絵入り新聞。当時の時事から民俗まで様々な内容が載っている。
1884年5月（光緒10年4月）に創刊され、1898年8月（光緒24年8月）528号の終刊まで、当時最新の石版印刷で刊行された、代表的な清末の石印画報。発行元はアーネスト・メイジャーらが創業した申報館。挿絵は呉友如らが描いた。

## 概要
記事の内容は多岐にわたり、清仏戦争や日清戦争などの政治時事から、蒸気機関車やエレベーターなど最新のテクノロジー、市井のゴシップや事件、末期の科挙、民俗、妖怪、当時珍獣だったゾウ、UFOまで様々な事物が扱われた。日本を含む外国についての記事も多い。また付録として、王韜の文言小説『淞隠漫録』が連載された。
「点石斎」という名は、発行元の申報館付設の印刷所「点石斎石印書局」に由来する。「点石」は石版印刷技術を表し、また成語の「点石成金」（点鉄成金ともいう、不十分な文章に手を入れて立派な文章にすること）も含意する。
価格は5分（子供のおやつ代程度）、体裁は線装本冊子で各号8葉9図（＝絵入り記事9つ）、発行は月3回（6日、16日、26日）の旬刊だった。また、12号毎に1集として合冊版も販売された。
創刊経緯として、同社既存の『申報』や『寰瀛画報』よりも大衆受けする新聞が必要とメイジャーが考えたこと、当時欧米で『イラストレイテド・ロンドン・ニュース』『イリュストラシオン』などの絵入り新聞が流行しており（挿絵の黄金時代）、メイジャーがこの流行を中国にも導入しようと考えたこと、当時進行中の清仏戦争の報道需要が高まっていたこと、などがあった。
創刊から人気を博し、中国各地に販売所が設けられた。本紙の成功を受けて、他社から模倣も出たが、継続期間も品質も本紙が突出していた。魯迅や包天笑も本紙に言及している。
現代の中国学では、1980年代から影印出版、2010年代から電子化が進み、歴史資料・図像資料として様々な文脈で参照されている。日本では武田雅哉が第一人者とされる。それ以前にも青木正児が着目していた。

## イラスト
画法はペン画や遠近法など西洋のものが積極的に使われた。画法・画題ともに、花鳥画のような伝統的な中国絵画を逸脱しているため、守旧派から非難されることもあった。エレベーターなどのイラストは絵師の伝聞と想像により描かれた。
絵師は主に上海や蘇州で年画描きをしていた中国人約20人だった。その中心人物として呉友如（ご ゆうじょ、1840年頃 - 1894年）がいる。呉友如は、江蘇省元和県（蘇州）出身の年画描きで、幼少期に太平天国の乱を避けて上海で絵を修得し、当時の両江総督曽国荃の推薦で朝廷に召され『金陵功臣戦績図』を描くほどの人物だった。呉友如は『点石斎画報』に創刊から携わった後、1890年秋に独立して『飛影閣画報』を創刊した。没後の1909年には、作品集『呉友如画宝』が刊行された。